# Шах-хан
Шах-хан (д/н—1570) — хан Східного Могулістану в 1543—1570 роках.

## Життєпис
Старший син Мансур-хана, правителя Могулістану. На момент його смерті у 1543 році володіння зменшилися до власне Східного Могулістану. Тому шах-хан успадкував лише рештки території. З самого початку вимушений був вести постійні війни з ойратами. Водночас проти Шах-хана повстали брати Мухаммед і Суфі-Султан. У 1560 році перший захопив частини оази Хамі та розпочав боротьбу за Турфан.
З середини 1560-х років становив загрозу Мухаммед-хан, хакім (намісник) Аксу, з Яркендського хантва. Наприкінці 1560-х років Шах-хан здійснив низку вдалих походів проти ойратів. Після повернення дізнався про спробу Мухаммед-хана захопити Кашгар. Він виступив проти нього, переміг, після двох спроб зайняв Аксу. Полоненого Мухаммед-хана відправив до Джаниша. Лише через півроку на прохання яркендського хана Абдул-Каріма звільнив Мухаммед-хана. У 1570 році Шах-хан здійснив новий похід проти ойратів, але зазнав поразки і загинув. Владу перебрав його брат Мухаммед-хан II.